# 2005 (Machiavel)
2005 is een studioalbum van de Belgische muziekgroep Machiavel. De band brengt nog met regelmaat albums uit, maar de pauzes ertussen worden langer. Machiavel liet opnieuw de progressieve rock los om het in te wisselen voor rock. Hier en daar zijn nog wel invloeden hoorbaar van Led Zeppelin, maar de recensies constateerden een te grote gelijkmatigheid tussen de nummers. Het album is opgenomen in drie geluidsstudio’s: Attic, Zoo en Rox.
Het album stond 20 weken genoteerd in de Ultra Top 50 (albums, Vlaanderen) en haalde er een negende plaats. 

## Musici
- Mario Guccio – zang, achtergrondzang
- Thierry Plas – gitaar
- Roland De Greef – basgitaar
- Hervé Borbé – toetsinstrumenten
- Marc Ysaÿe – drumstel, achtergrondzang

Met Mark Irons – achtergrondzang

## Muziek
Alle nummers zijn groepscomposities

| Nr. | Titel               | Duur |
| --- | ------------------- | ---- |
| 1.  | Chronic love        | 3:57 |
| 2.  | Running around      | 3:46 |
| 3.  | Watching the time   | 4:04 |
| 4.  | The might is right  | 3:59 |
| 5.  | River of shame      | 3:57 |
| 6.  | Washing their hands | 3:49 |
| 7.  | Ronny runs          | 3:48 |
| 8.  | Black snow          | 4:21 |
| 9.  | She’s a snake       | 4:06 |
| 10. | Wondering           | 4:36 |
| 11. | Your shoulder       | 4:39 |
| 12. | Hearing the rain    | 4:01 |
| 13. | Roaming with ghosts | 5:23 |